# Laguna

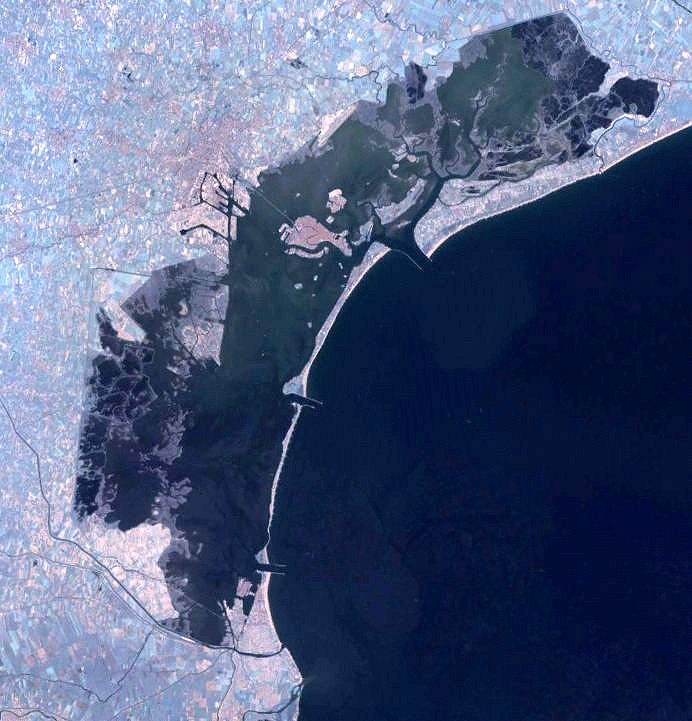
La laguna di Venezia vista dal satellite

Una laguna (dal latino lacuna, spazio vuoto) è un bacino costiero separato dal mare (o dall'oceano) da un cordone litorale interrotto da bocche d’accesso; il cordone litoraneo può essere un tombolo o un lido. Le lagune sono caratterizzate da acqua salmastra, alternanza delle maree e formazione di barene permanenti e semipermanenti.

## Descrizione

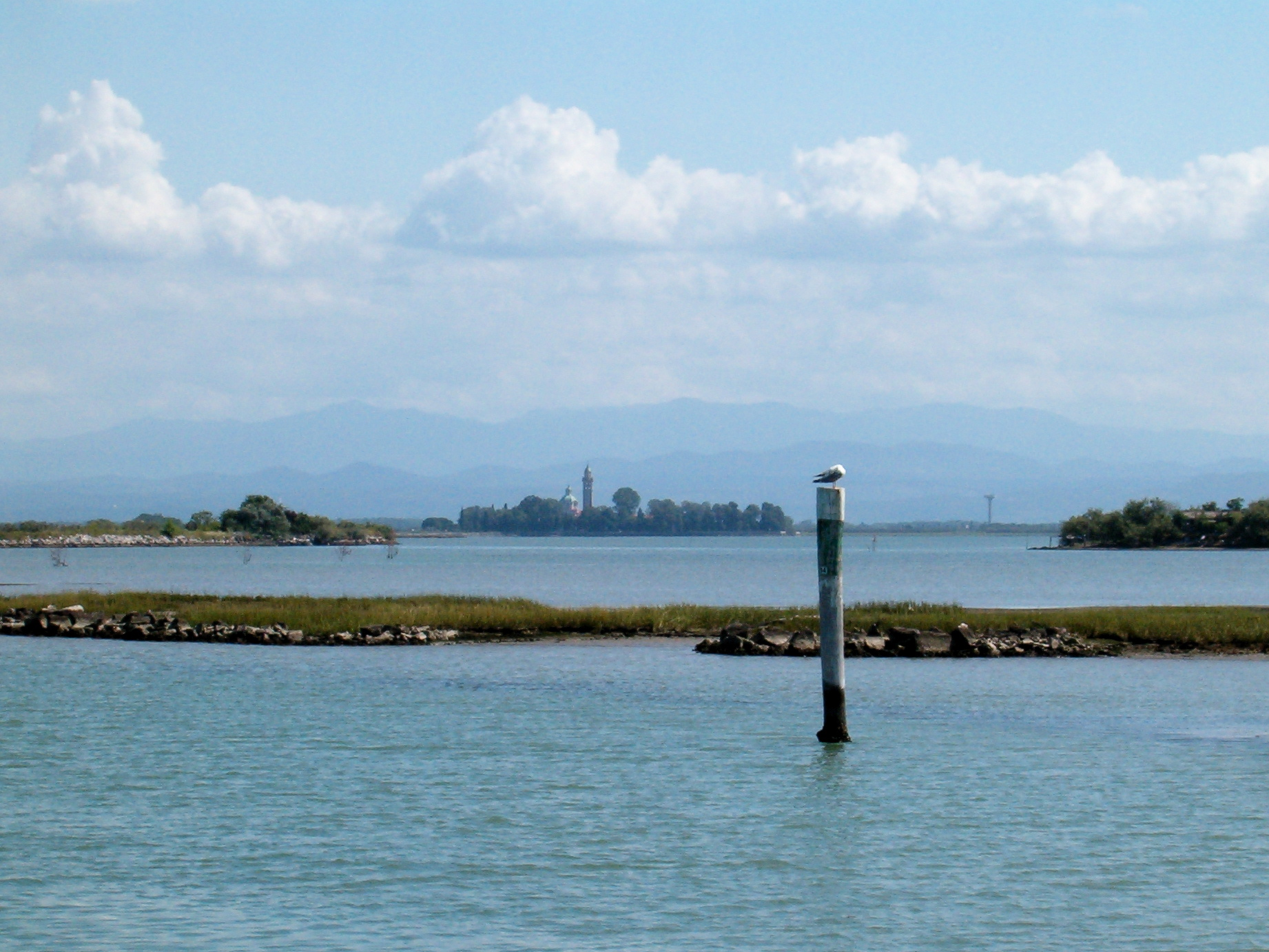
Laguna di Grado

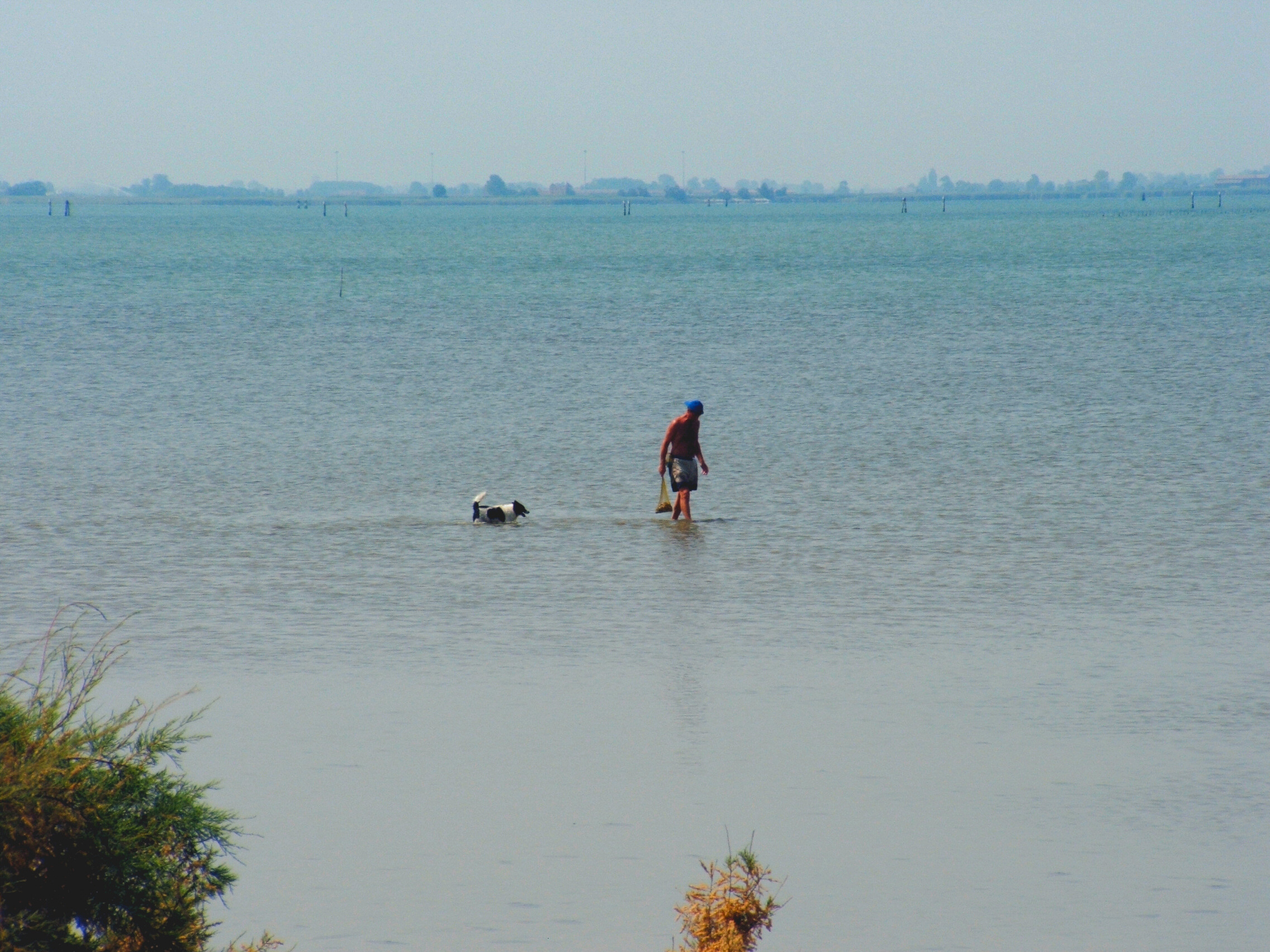
Laguna di Marano

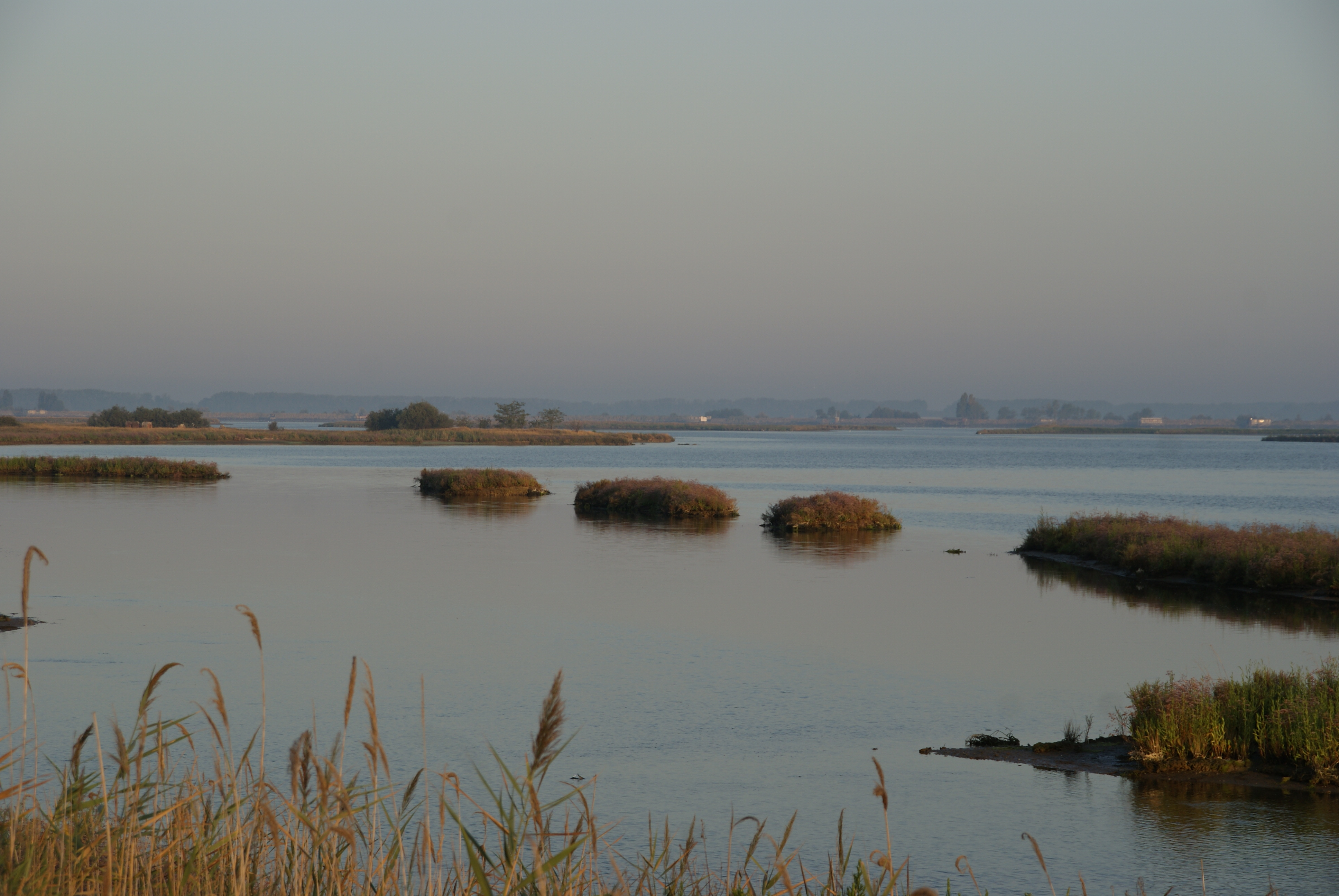
Valli di Comacchio

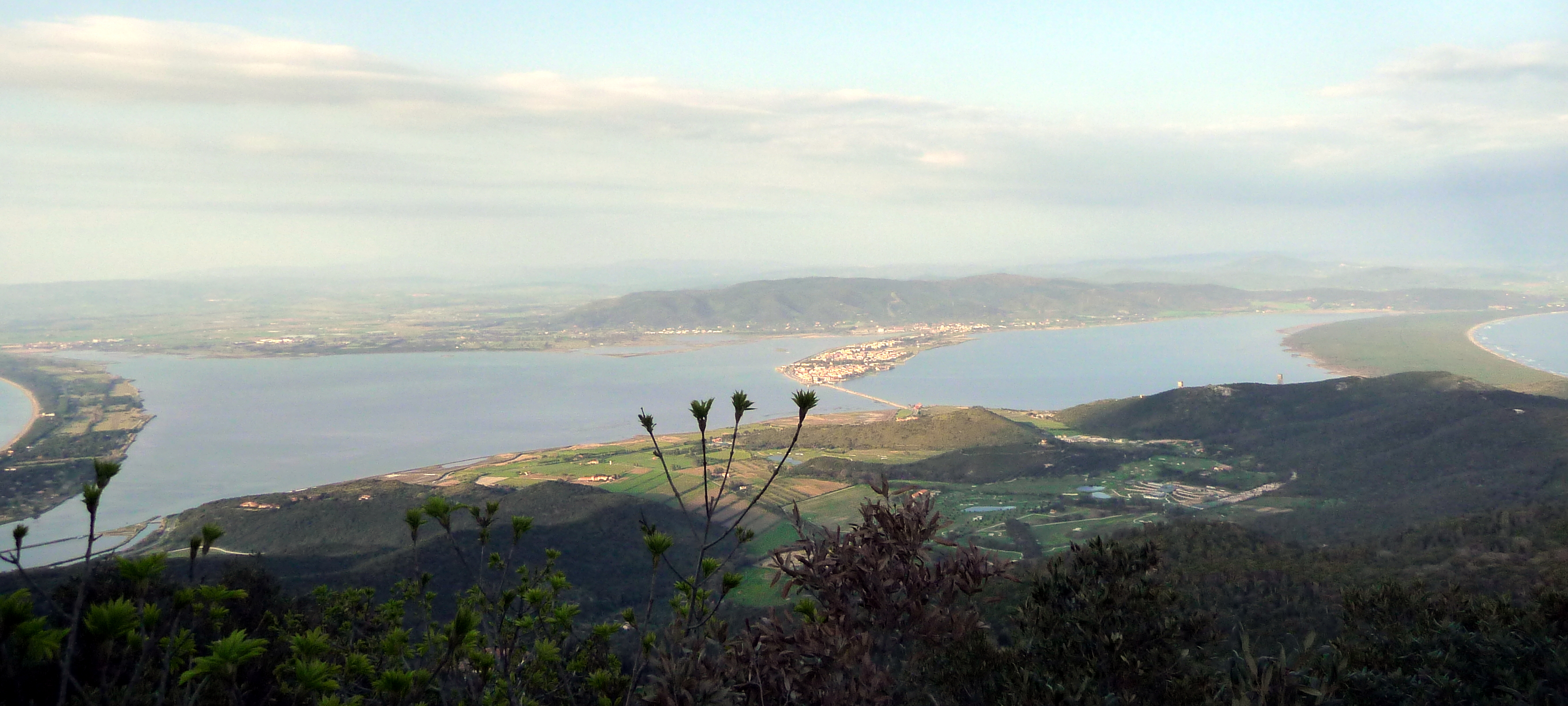
Laguna di Orbetello

Le lagune tendono a formarsi in territorio pianeggiante e solitamente interessato da foci a delta dei fiumi e vengono classificate in lagune vive e lagune morte. Le lagune vive hanno uno o più collegamenti o sbocchi con il mare aperto che permettono il naturale passaggio dell'acqua marina.
Le lagune morte invece sono completamente circondate da terraferma e non hanno sbocchi sul mare, è solo attraverso l'innalzamento dell'acqua di mare dovuto alle maree che l'acqua marina entra all'interno delle lagune morte per poi defluire con l'abbassamento delle maree. Questo tipo di laguna è diffusa principalmente nelle zone oceaniche dove l'effetto delle maree può alzare il livello dell'acqua di mare anche di alcuni metri, questo permette l'entrata dell'acqua marina nella laguna e la fuoriuscita all'abbassarsi della marea. Le lagune morte non possono essere confuse con gli stagni di acqua salmastra perché oltre alla bassa profondità degli stagni ed al loro basso contenuto di ossigeno disciolto in acqua, essi differiscono dalle lagune proprio perché negli stagni d'acqua salmastra non si verifica il naturale passaggio d'acqua dovuto alle maree e l'acqua stagnante non presenta quindi un naturale innalzamento e un successivo naturale abbassamento ma rimane di altezza costante. 
Molte lagune in Italia in passato sono state trasformate in stagni salmastri. Questo fu fatto per favorire la nascente industria del sale creando delle saline o semplicemente per itticoltura. Per trasformare una laguna viva in uno stagno di acqua salmastra l'uomo chiudeva gli sbocchi che essa aveva con il mare, mentre nel caso delle lagune morte l'uomo sollevava semplicemente il bordo esterno della laguna morta che confinava con il mare in modo da evitare che le maree portassero l'acqua al suo interno. Per evitare che la laguna si prosciugasse e per creare nuovo sale per la salina venivano costruiti dall'uomo, sia nel caso delle ex lagune vive che in quello delle ex lagune morte, degli sbocchi artificiali chiusi da paratoie. 
Così facendo l'acqua non entra più liberamente ed in modo naturale ma è l'uomo che artificialmente aprendo le paratoie decide in modo artificiale di fare entrare l'acqua nello stagno salmastro. Questo avviene quando l'uomo ha bisogno di creare nuovo sale per le saline o ha bisogno di catturare i pesci dello stagno salmastro, in quanto i pesci vanno contro corrente se vengono aperte le paratoie e tendono quindi ad uscire dallo stagno salmastro. Essi possono essere facilmente catturati dai pescatori tramite reti poste prima dello sbocco artificiale creato dall'uomo. Non si sa ancora con esattezza il numero totale delle lagune italiane che nei tempi storici sono state trasformate in stagni salmastri.
Un tipo particolare di laguna, caratterizzata dalla presenza di acqua salmastra, è lo Haff, tipica delle coste del mar Baltico.

### Un ambiente delicato
Di particolare interesse è la quantità di esseri viventi animali e vegetali che questo ambiente di transizione riesce ad ospitare: oltre alle specie diffuse in acque dolci e salate qui si trovano anche specie di rara diffusione, localizzate solo in ambienti similari. Per questo motivo molte lagune sono sotto la protezione di enti per la salvaguardia della natura o sotto diretta tutela di province, Regioni o nazionale.
La laguna è un territorio estremamente delicato: l'equilibrio biologico rischia infatti di rompersi soprattutto se l'uomo modifica le caratteristiche fisiche del luogo (dirottamento di fiumi che vi sfociano, costruzione di moli, chiusura di eventuali sbocchi sul mare) o, indirettamente, per i suoi rifiuti (rischio di eutrofizzazione).

## Lagune italiane
L'Italia è interessata da questo fenomeno geografico soprattutto nelle coste adriatiche centro-settentrionali, ma altre lagune sono presenti in Puglia e in Toscana.
Alcuni ambienti costieri presentano caratteristiche lagunari pur essendo classificati come laghi costieri (è il caso del Lago di Caprolace e del Lago dei Monaci, facenti parte del Parco Nazionale del Circeo, nel Lazio).
Le lagune italiane sono (a partire dall'alto Adriatico e seguendo la costa, per poi passare alle grandi isole):
- Laguna di Grado (provincia di Gorizia)
- Laguna di Marano (Foci dello Stella - provincia di Udine)
- Laguna del Mort (anche se in realtà si tratta di un'enclave di acqua marina con immissione di acqua dolce dalla sola falda freatica - provincia di Venezia)
- Laguna di Caorle (provincia di Venezia)
- Laguna di Venezia (province di Venezia e Padova)
- Laguna di Goro (provincia di Ferrara)
- Valli di Comacchio o Laguna di Comacchio (province di Ferrara e Ravenna)
- Pialassa della Baiona (provincia di Ravenna)
- Pialassa dei Piomboni (provincia di Ravenna)
- Lago di Lesina (provincia di Foggia)
- Lago di Varano (provincia di Foggia)
- Laguna di Orbetello (provincia di Grosseto)
- Lago di Ganzirri (provincia di Messina)
- Lago di Faro (provincia di Messina)
- Stagnone di Marsala (anche se è più propriamente una salina, nota anche come Salina di Marsala - provincia di Trapani)
- Laguna di Santa Gilla (limitatamente alla Laguna di Santa Gilla - provincia di Cagliari)
- Laguna di Iscrixedda nel Comune di Lotzorai (provincia di Nuoro)
- Laguna di Mistras (provincia di Oristano)
- Laguna del Calich (provincia di Sassari)

## Lagune fuori dall'Italia
- Laguna di Stettino (Polonia e Germania)
- Laguna di Balos (Grecia)
- Laguna di Guatavita (Colombia)
- Laguna di Berre (Francia)
- Laguna di Buada (Nauru)
- Mar Menor (Spagna)
- Kara-Bogaz-Gol (Turkmenistan)